# Los vigilantes del Muro
«Los vigilantes del Muro» es el noveno episodio de la cuarta temporada de la serie de HBO Juego de tronos. El episodio fue dirigido por Neil Marshall y emitido el 8 de junio de 2014.
Al igual que sucedió con el episodio «Blackwater» de la segunda temporada, este episodio se centra exclusivamente en uno solo de los escenarios de la serie, en este caso el Muro y la Guardia de la Noche haciendo frente a la invasión de los Salvajes.

## Argumento

### En el Muro
La Guardia de la Noche y los Salvajes se preparan para su enfrentamiento inminente. La partida de Ygritte (Rose Leslie) se prepara para la ofensiva, mientras Ygritte les dice a sus camaradas que Jon es solo suyo.
Pronto suena el cuerno que da inicio a la ofensiva de Mance Rayder sobre el Muro. Jon Nieve (Kit Harington) se halla en la cima del Muro junto a sus hermanos observando cómo el inmenso ejército de Mance se aproxima. Mientras tanto, Samwell Tarly (John Bradley-West) lleva a Elí (Hannah Murray) a las bodegas para mantenerla a salvo.
Mientras Ygritte y los thennitas cargan sobre el sur, Ser Alliser Thorne (Owen Teale) deja el mando de la cima del Muro a Janos Slynt (Dominic Carter) mientras él acude a liderar la defensa en las puertas contra los thennitas. Janos demuestra ser un comandante inepto y cobarde, así que Jon asume el mando de los defensores. Los Salvajes intentan derribar las puertas empleando a los gigantes y mamuts, aunque consiguen ser rechazados por los defensores de la cima. Mientras tanto, Ser Alliser y los demás tienen problemas para lidiar con los thennitas. En este enfrentamiento muere Pypar (Josef Altin) y Ser Alliser queda malherido a manos de Tormund Matagigantes (Kristofer Hivju).
Sam informa a Jon de la situación, el cual deja el liderazgo de la cima del Muro a Eddison Tollett (Ben Crompton) y se marcha para ayudar en la defensa en las puertas. Jon se enfrenta al líder de los thennitas, Styr (Yuri Kolokolnikov), en combate singular. Tras un duro combate, Jon consigue eliminarlo, solo para encontrarse cara a cara con Ygritte. Ésta titubea a la hora de matarlo, lo que aprovecha Olly (Brenock O'Connor) para dispararle por la espalda. Ygritte muere en brazos de Jon mientras los thennitas son derrotados y Tormund es tomado prisionero.
A la mañana siguiente de la batalla, Jon le confiesa a Sam que parlamentará con Mance Rayder con la intención de eliminarlo. A su vez, descubren que Grenn (Mark Stanley) ha muerto mientras combatía a un gigante en el túnel bajo el Muro. Una vez incinerados los muertos, Jon le deja a Sam su espada Garra y se prepara para cumplir con una misión suicida.

## Producción
El episodio se basó en los capítulos Jon VII, Jon VIII y Jon IX del libro Tormenta de espadas.

## Recepción
El episodio consiguió una audiencia de 6,95 millones de espectadores en Estados Unidos.
Tuvo una puntuación del 91% en Rotten Tomatoes, según 33 revisiones, la puntuación más baja de la temporada. El consenso dice "Mientras que 'Los Vigilantes del Muro' no tiene el impacto emocional de los episodios anteriores de esta temporada, tiene éxito como una hora llena de acción con imágenes dignas de cine".
James Hibberd de Entertainment Weekly escribió: "fue una intensa hora de heroísmo y angustia que marcó un nuevo estandarte para lo que este programa puede hacer". Otra crítica positiva fue de parte de Zap2it que escribió "como el episodio más caro de la serie, la batalla en Castle Black se sintió como un equivalente de El Señor de Los Anillos: la batalla de las dos torres de Helm's Deep".
David Malitz de The Washington Post fue más negativo sobre el episodio, diciendo "aparte del gran momento de Jon Snow e Ygritte, fue difícil sentirse emocionalmente involucrado con todo lo que sucedió. El final fue sorprendentemente insatisfactorio".
Por este episodio, el director Neil Marshall fue nominado al premio Emmy por mejor dirección en una serie dramática.